# Mykołajiwka (rejon pryłucki)
Mykołajiwka (ukr. Миколаївка) – wieś na Ukrainie, w obwodzie czernihowskim, w rejonie pryłuckim, w hromadzie Suchopołowa. W 2001 liczyła 111 mieszkańców.